# Гірсько-Матчинська нохія
Гі́рсько-Ма́тчинська но́хія (тадж. Ноҳияи Кӯҳистони Мастчоҳ) — адміністративна одиниця другого порядку в складі Согдійського вілояту Таджикистану. Центр — кишлак Мехрон.

## Географія
Нохія розташована в Матчинській долині річки Зеравшан. На заході межує з Ганчинською та Айнинською нохіями Согдійського вілояту, на півдні — з Раштською нохією НРП. На північному сході має кордон з Киргизстаном.

## Адміністративний поділ
Адміністративно нохія поділяється на 2 джамоати:
| Гірсько-Матчинська нохія (2002) |           |                  |
| Джамоат                         | Населення | Центр            |
| Іван-Таджицький джамоат         | 11513     | кишлак Пастігав  |
| Лангарський джамоат             | 7333      | кишлак Мадрушкат |

## Історія
Нохія утворена за радянський часів як Гірсько-Матчинський район у складі Ленінабадської області Таджицької РСР. Після здобуття Таджикистаном незалежності називається Гірсько-Матчинською нохією.